# Сицилійські війни
Сицилійські війни між грецькими колоніями та фінікійцями — серія конфліктів, які тривали з 580 по 265 р. до н. е. на острові Сицилія та між його грецькими колоніями. Основними противниками в цих війнах були грецькі колоністи, що заснували міста на сході і півдні острова, з одного боку, та Карфаген — з іншого. Головною метою конфліктів було домінування на острові, що мав стратегічне значення через своє розташування в центрі Середземномор'я.

## Передумови
Сицилія була колонізована греками у 8-7 століттях до н. е., коли такі міста як Сіракузи, Гела, Акрагант та інші були засновані вихідцями з різних частин Греції. Однак, крім грецьких колоній, на острові мешкали інші народи, зокрема сікани, сікули та фінікійці. Останні підтримували тісні контакти з Карфагеном, який став основним суперником греків у боротьбі за контроль над островом.
Карфагенці прагнули зберегти свій вплив на західній частині Сицилії, де вони заснували низку колоній, таких як Мотія та Лілібей, і часто втручалися у справи грецьких міст.

## Основні етапи Сицилійських воєн

### Перша Сицилійська війна (580—480рр. до н.е.)
Перші конфлікти між грецькими містами та карфагенцями почалися наприкінці 6 століття до н. е. У цей час греки почали засновувати нові колонії та боротися за ресурси та землі. Карфаген вбачав у цьому загрозу для своїх інтересів і почав військові кампанії проти грецьких міст.

### Битва при Гімері (480р. до н.е.)
Кульмінацією першого етапу Сицилійських воєн стала битва при Гімері, де грецькі війська під проводом тиранів Сіракуз — Гелона та Ферона — здобули перемогу над карфагенською армією під командуванням Гамількара. Ця перемога зміцнила грецькі позиції на острові та на деякий час послабила карфагенський вплив.

### Друга Сицилійська війна (410—404рр. до н.е.)
Наступний великий етап конфлікту розпочався в середині 5 століття до н. е., коли Карфаген відновив свої спроби домінувати на острові. Грецькі міста, зокрема Сіракузи під владою тирана Діонісія I, стали основними противниками карфагенців. Під час цієї війни Карфаген зміг захопити декілька важливих грецьких міст, таких як Гела та Акрагант.

### Третя Сицилійська війна (398—392рр. до н.е.)
Діонісій I продовжував боротьбу з Карфагеном, і в результаті війна переросла в нову фазу конфлікту. Діонісій укріпив Сіракузи і побудував потужний флот для боротьби з карфагенською загрозою. Попри кілька перемог грецької сторони, Карфагенці зберегли контроль над західною частиною Сицилії, уклавши мир з Діонісієм у 392 р. до н. е.

### Четверта Сицилійська війна (311—306рр. до н.е.)
Наприкінці 4 століття до н. е. нові тирани Сіракуз, зокрема Агафокл, почали новий етап боротьби з Карфагеном. Під час цього конфлікту Агафокл навіть здійснив похід на територію самого Карфагена в Північній Африці, проте він не зміг здобути вирішальну перемогу.

### Останні конфлікти (275—265рр. до н.е.)
Заключна фаза Сицилійських воєн відбулася у 3 столітті до н. е., коли Пірр Епірський, король Епіру, прибув на Сицилію для допомоги грецьким містам у боротьбі з Карфагеном. Пірр здобув кілька перемог, але не зміг закріпити успіх через внутрішні суперечки серед греків. Після його відступу, війна поступово згасла, а домінування Карфагена залишалося на заході острова.

## Наслідки
Сицилійські війни між грецькими колоніями і Карфагеном значно ослабили обидві сторони, що зрештою створило умови для втручання Римської республіки в боротьбу за контроль над Сицилією. Ця боротьба стала основою для Першої Пунічної війни, під час якої римляни захопили острів і встановили своє панування.